# هیوری مایبوردا
هیوری مایبوردا (انگلیسی: Heorhiy Maiboroda; ۱۸ نوامبر ۱۹۱۳ – ۶ دسامبر ۱۹۹۲) رهبر (موسیقی)، و آهنگساز اهل امپراتوری روسیه بود.
وی همچنین برندهٔ جوایزی همچون نشان پرچم سرخ کار، جایزه ملی شوچنکو، نشان لنین، مدال آزادسازی پراگ، و جایزه هنرمند مردمی اتحاد جماهیر شوروی شده‌است.